# Octopus (iate)

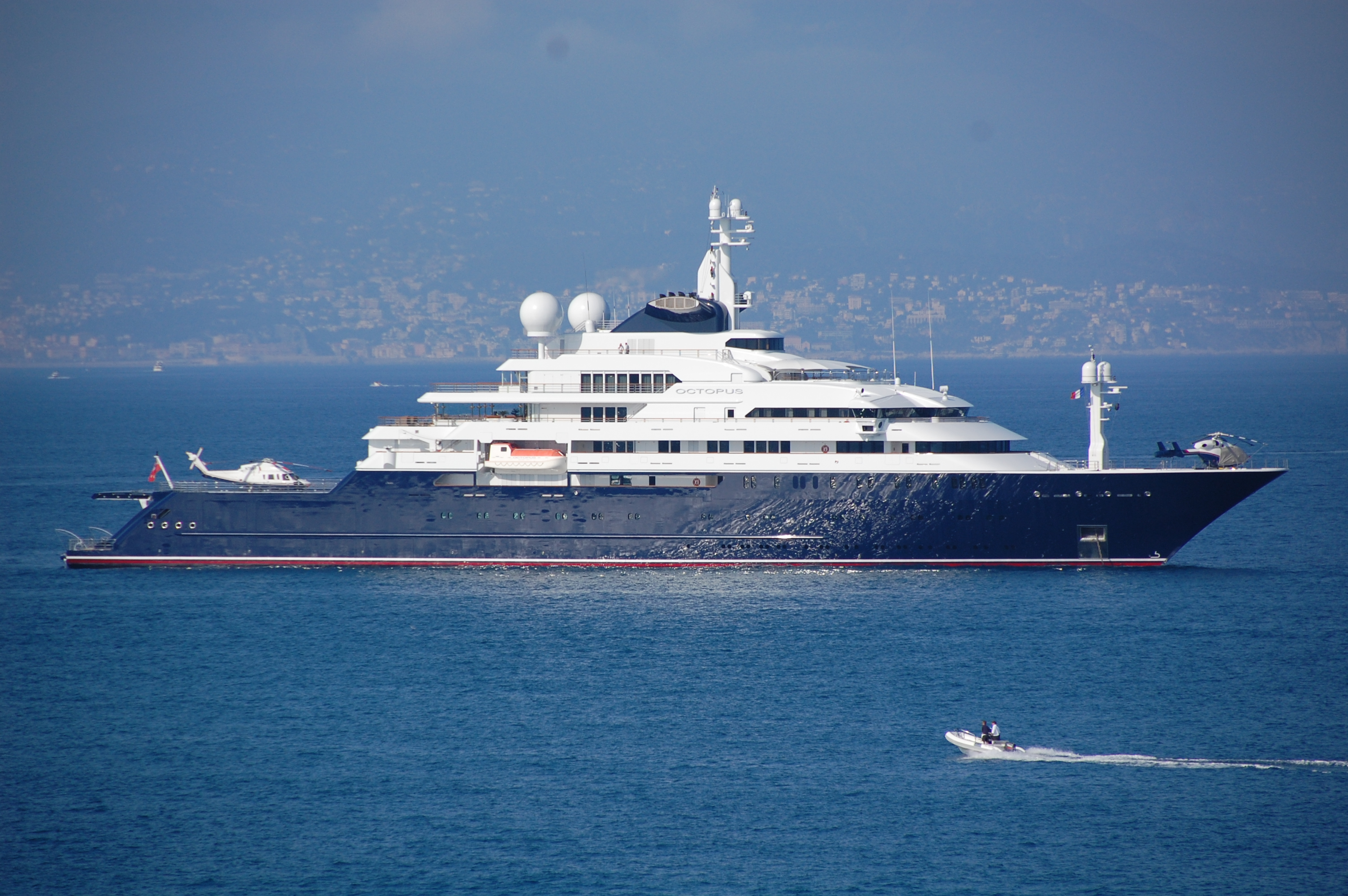
O Octopus

O Octopus (polvo em português) é um megaiate de 126 metros, anteriormente propriedade do co-fundador da Microsoft, Paul Allen. É um dos maiores iates do mundo. Lançado em 2003, o Octopus é uma embarcação privada que é regularmente emprestada para projetos de exploração, iniciativas de pesquisa científica e missões de resgate.

## Descrição
O polvo tem dois helipontos no convés principal, um bloco duplo e hangares na popa e um único bloco na proa; e uma embarcação de 19 pés (19 pés) atracada na popa e uma embarcação de desembarque. O iate também possui uma piscina, localizada na popa em um de seus conveses superiores, e dois submarinos (um deles operado por controle remoto e capaz de atingir maiores profundidades). Este último foi emprestado ao Google Earth para o projeto "Explore the Ocean". Escotilhas laterais na linha de água formam uma doca para veículo aquático pessoal.
O exterior foi projetado pela Espen Øino Naval Architects e construído pelos construtores navais alemães Lürssen em Bremen e HDW em Kiel. O interior foi do designer Jonathan Quinn Barnett, de Seattle.

## História

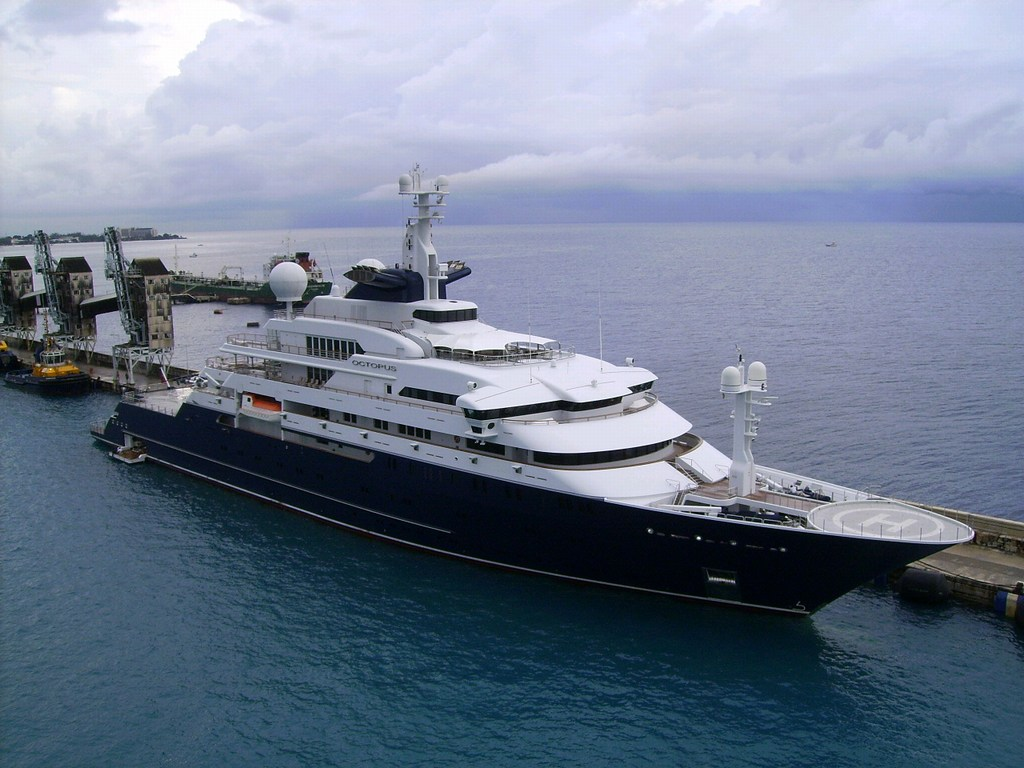
Octopus em Barbados, em 2 de dezembro de 2006

O Octopus foi construído em 2003 e reformado em 2008. Era de propriedade de Paul Allen, que também era proprietário da Tatoosh, outro dos 100 maiores iates do mundo, e da RV Petrel, uma embarcação de pesquisa em águas profundas altamente avançada.
Allen emprestou Octopus, que é equipado com um submarino e ROV, para uma variedade de operações de resgate e pesquisa. Isso inclui ajudar em uma caçada a um piloto americano e dois oficiais cujo avião desapareceu de Palau e emprestar seu iate a cientistas para estudar o celacanto, um "fóssil vivo" que se acreditava estar extinto.
Em janeiro de 2011, quando estava a caminho da Antártica, um de seus helicópteros foi forçado a fazer um pouso de emergência nas águas da costa da Argentina. Enquanto o helicóptero foi severamente danificado, não houve perda de vida, com apenas o co-piloto sofrendo ferimentos leves. Allen não estava a bordo na época.
Em 2012, ele emprestou o navio à Marinha Real Britânica em sua tentativa de recuperar o sino do navio HMS Hood, que afundou a uma profundidade de 9.000 pés (2.700 m) no estreito da Dinamarca durante a Segunda Guerra Mundial, como um memorial nacional. O Hood foi atingido por uma granada do navio de guerra alemão Bismarck; suas revistas explodiram e o navio afundou em minutos com uma perda de mais de 1.400 vidas. O sino foi localizado, mas não recuperado, devido a condições climáticas adversas.
Em março de 2015, uma equipe de pesquisa liderada por Allen anunciou que havia encontrado o encouraçado japonês Musashi no mar de Sibuyan, na costa das Filipinas. Armado com canhões principais de 46 cme deslocando 72.800 toneladas (74.000 toneladas) em carga máxima, Musashi e seu navio irmão Yamato foram os maiores e mais fortemente encouraçados da história naval.
Em 7 de agosto de 2015, foi anunciado que o sino do Hood havia sido recuperado pelo ROV operando a partir do iate Octopus. Após a conservação, o sino deve ser exibido em 2016 no Museu Nacional da Marinha Real em Portsmouth, na Inglaterra.
Em 19 de agosto de 2017, foi anunciado que o naufrágio do USS Indianapolis foi descoberto por Paul Allen e sua tripulação a bordo do Petrel no mar das Filipinas, em 18.000 pés (5.500 m) de água. Os mesmos tripulantes estavam a bordo do Octopus nas expedições anteriores para pesquisar, explorar e identificar naufrágios.
Em 4 de março de 2018, a Petrel, também de propriedade de Allen, encontrou o naufrágio do USS Lexington, um porta-aviões americano que naufragou durante a Segunda Guerra Mundial no Mar de Coral, a cerca de 3.000 metros abaixo da superfície. (800 quilômetros) da costa leste da Austrália.

## Literatura
- «Super Yacht Octopus». superyachtfan.com. Consultado em 8 de janeiro de 2015